# Безымянка (приток Медведицы)
Безымянка (Безыменка) — река в России, протекает в Волгоградской области. Устье реки находится в 74 км по левому берегу реки Медведица. Длина реки составляет 25 км, площадь водосборного бассейна 247 км².

## Данные водного реестра
По данным государственного водного реестра России относится к Донскому бассейновому округу, водохозяйственный участок реки — Медведица от впадения реки Терса и до устья, речной подбассейн реки — Дон между впадением Хопра и Северского Донца. Речной бассейн реки — Дон (российская часть бассейна).
Код объекта в государственном водном реестре — 05010300312107000009134.